# 兰卡 (阿萨姆邦)
兰卡（Lanka），是印度阿萨姆邦霍贾伊县的一个城镇。2001年总人口34,386人。

## 人口
该地2001年总人口34386人，其中男性17841人，女性16545人；0—6岁人口4382人，其中男2246人，女2136人；识字率73.10%，其中男性为77.78%，女性为68.05%。